# Sovjet-roebel

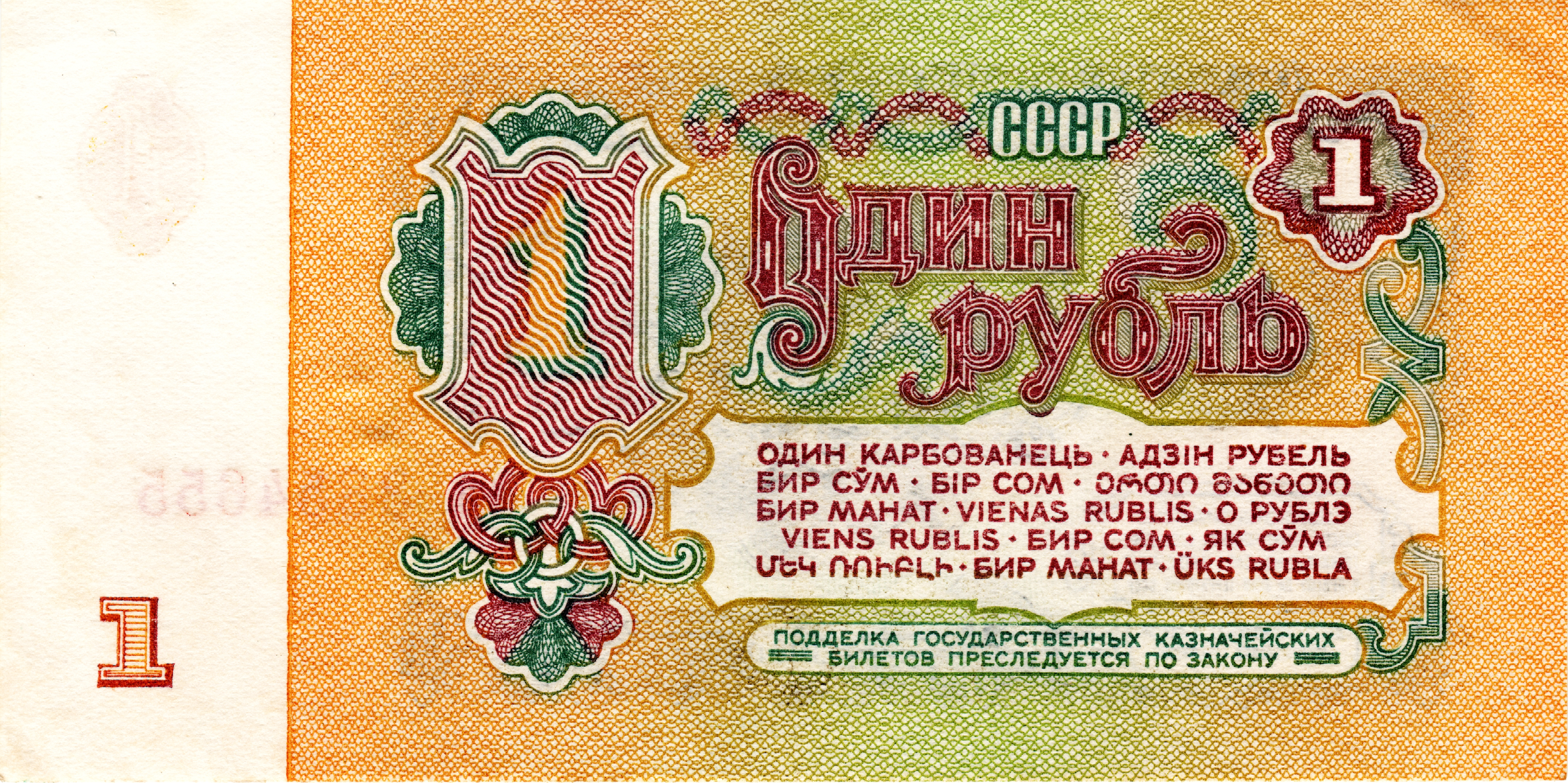
Biljet van 1 Sovjet-roebel uit 1961.

De Sovjet-roebel was van 1919 tot 1992 de officiële munteenheid in de Sovjet-Unie (USSR). Na het uiteenvallen van de Sovjet-Unie en de naamswijziging naar Rusland werd de Sovjet-roebel in 1993 vervangen door de Russische roebel.